# Olympiska vinterspelen för ungdomar 2024
Olympiska spelen för ungdomar 2024 var de fjärde olympiska vinterspelen för ungdomar och arrangerades i Gangwon i Sydkorea mellan den 19 januari och 1 februari 2024.

## Sporter
| - Alpin skidåkning - Backhoppning - Bob - Curling - Freestyle - Hastighetsåkning på skridskor - Ishockey - Konståkning |  | - Längdskidåkning - Nordisk kombination - Rodel - Short track - Skeleton - Skidskytte - Snowboard |

## Medaljtabell
*   Värdland ( Sydkorea)
| Nr                   | Nation               | Guld | Silver | Brons | Totalt |
| -------------------- | -------------------- | ---- | ------ | ----- | ------ |
| 1                    | Italien              | 11   | 3      | 4     | 18     |
| 2                    | Tyskland             | 9    | 5      | 6     | 20     |
| 3                    | Sydkorea*            | 7    | 6      | 4     | 17     |
| 4                    | Frankrike            | 7    | 5      | 6     | 18     |
| 5                    | Kina                 | 6    | 9      | 3     | 18     |
| 6                    | USA                  | 5    | 11     | 5     | 21     |
| 7                    | Österrike            | 5    | 6      | 5     | 16     |
| 8                    | Sverige              | 4    | 4      | 3     | 11     |
| 9                    | Storbritannien       | 4    | 1      | 1     | 6      |
| 10                   | Japan                | 3    | 4      | 8     | 15     |
| 11                   | Kanada               | 3    | 2      | 1     | 6      |
| 12                   | Nederländerna        | 3    | 1      | 1     | 5      |
| 13                   | Finland              | 3    | 0      | 4     | 7      |
| 14                   | Slovenien            | 2    | 3      | 1     | 6      |
| 14                   | Lettland             | 2    | 3      | 1     | 6      |
| 16                   | Danmark              | 1    | 3      | 0     | 4      |
| 17                   | Nya Zeeland          | 1    | 2      | 4     | 7      |
| 18                   | Schweiz              | 1    | 1      | 7     | 9      |
| 19                   | Tjeckien             | 1    | 1      | 2     | 4      |
| 20                   | Kazakstan            | 1    | 0      | 2     | 3      |
| 20                   | Polen                | 1    | 0      | 2     | 3      |
| 22                   | Ungern               | 1    | 0      | 1     | 2      |
| 23                   | Norge                | 0    | 4      | 3     | 7      |
| 24                   | Australien           | 0    | 2      | 1     | 3      |
| 25                   | Slovakien            | 0    | 1      | 2     | 3      |
| 26                   | Ukraina              | 0    | 1      | 1     | 2      |
| 27                   | Turkiet              | 0    | 1      | 0     | 1      |
| 27                   | Tunisien             | 0    | 1      | 0     | 1      |
| 27                   | Thailand             | 0    | 1      | 0     | 1      |
| 30                   | Spanien              | 0    | 0      | 1     | 1      |
| 30                   | Brasilien            | 0    | 0      | 1     | 1      |
| 30                   | Rumänien             | 0    | 0      | 1     | 1      |
| Totalt (32 nationer) | Totalt (32 nationer) | 81   | 81     | 81    | 243    |

## Deltagande nationer
Totalt 1 802 idrottare från 78 nationer förväntades delta vid olympiska vinterspelen för ungdomar 2024. Fem nationer gjorde sin debut vid olympiska vinterspelen för ungdomar: Algeriet, Förenade arabemiraten, Nigeria, Puerto Rico och Tunisien.
| Deltagande nationer |
| --- |
| - Algeriet (1) - Andorra (1) - Argentina (7) - Armenien (3) - Australien (47) - Belgien (2) - Bosnien och Hercegovina (6) - Brasilien (17) - Bulgarien (15) - Chile (12) - Colombia (5) - Cypern (3) - Danmark (21) - Estland (24) - Filippinerna (3) - Finland (51) - Frankrike (65) - Förenade Arabemiraten (2) - Georgien (6) - Grekland (14) - Hongkong (3) - Indien (1) - Iran (5) - Irland (4) - Island (7) - Israel (1) - Italien (74) - Jamaica (3) - Japan (69) - Kanada (79) - Kazakstan (41) - Kenya (2) - Kina (55) - Kinesiska Taipei (19) - Kirgizistan (3) - Kosovo (2) - Kroatien (9) - Lettland (45) - Libanon (5) - Liechtenstein (2) - Litauen (13) - Mexiko (13) - Moldavien (5) - Monaco (1) - Mongoliet (12) - Montenegro (2) - Nederländerna (27) - Nepal (2) - Nigeria (6) - Nordmakedonien (4) - Norge (48) - Nya Zeeland (22) - Polen (48) - Portugal (6) - Puerto Rico (1) - Qatar (2) - Rumänien (33) - San Marino (1) - Schweiz (71) - Serbien (7) - Singapore (2) - Slovakien (49) - Slovenien (29) - Spanien (29) - Storbritannien (39) - Sverige (53) - Sydafrika (1) - Sydkorea (102) (värdland) - Thailand (19) - Tjeckien (62) - Tunisien (3) - Turkiet (24) - Tyskland (90) - Ukraina (44) - Ungern (33) - USA (101) - Uzbekistan (2) - Österrike (61) |